# Alquilbenceno
Los alquilbencenos son derivados de benceno, en el que uno o más átomos de hidrógeno están reemplazados por grupos alquilo de diferentes tamaños. Ellos son un subconjunto de los hidrocarburos aromáticos. El miembro más simple es el tolueno, en el que un átomo de hidrógeno del benceno se sustituye por un grupo metilo.
| Ejemplos de alquilbencenos                                                                                          | Ejemplos de alquilbencenos                                    | Ejemplos de alquilbencenos | Ejemplos de alquilbencenos |
| --- | ------------------------------------------------------------- | -------------------------- | -------------------------- |
| Compuesto ''progenitor'' o padre: Benceno                                                                           | Alquilbencenos                                                |                            |                            |
| ≡ Benceno | Tolueno Xileno (o-, m-, p-Xileno) Etilbenceno Cumeno p-Cimeno |                            |                            |
| Comentario: Las fórmulas estructurales de los compuestos aromáticos se suelen mostrar en una sola forma mesomérica. |                                                               |                            |                            |

## Literatura
- Allinger, Cava, de Jongh, Johnson, Lebel, Stevens: Organische Chemie, 1. Auflage, Walter de Gruyter, Berlín 1980, ISBN 3-11-004594-X, pp. 367–368, 560–562.
- Streitwieser / Heathcock: Organische Chemie, 1. Auflage, Verlag Chemie, Weinheim 1980, ISBN 3-527-25810-8, pp. 1051, 1073–1080.
- Beyer / Walter: Lehrbuch der Organischen Chemie, 19. Auflage, S. Hirzel Verlag, Stuttgart 1981, ISBN 3-7776-0356-2, pp. 442–444.
- Morrison / Boyd: Lehrbuch der Organischen Chemie, 3. Auflage, Verlag Chemie, Weinheim 1986, ISBN 3-527-26067-6, pp. 707–728.